# Allison Jones
Allison Jones (Amarillo, 12 maggio 1984) è una sciatrice alpina e paraciclista statunitense, vincitrice di quattro medaglie ai Giochi paralimpici e di quattro medaglie ai Giochi paralimpici invernali.

## Biografia
È nata con il difetto femorale focale prossimale (PFFD), che l'ha lasciata senza femore destro. All'età di 7 mesi ha subito un intervento chirurgico per l'amputazione del piede destro, cosa che le ha permesso, arrivata ai 9 mesi di età, di indossare più facilmente una protesi alla gamba. Quando Jones aveva 2 anni e mezzo, la sua famiglia si è trasferita da Amarillo a Colorado Springs.
Ha una laurea in ingegneria meccanica presso l'Università di Denver, dove ha ricevuto il "Pioneer Award".

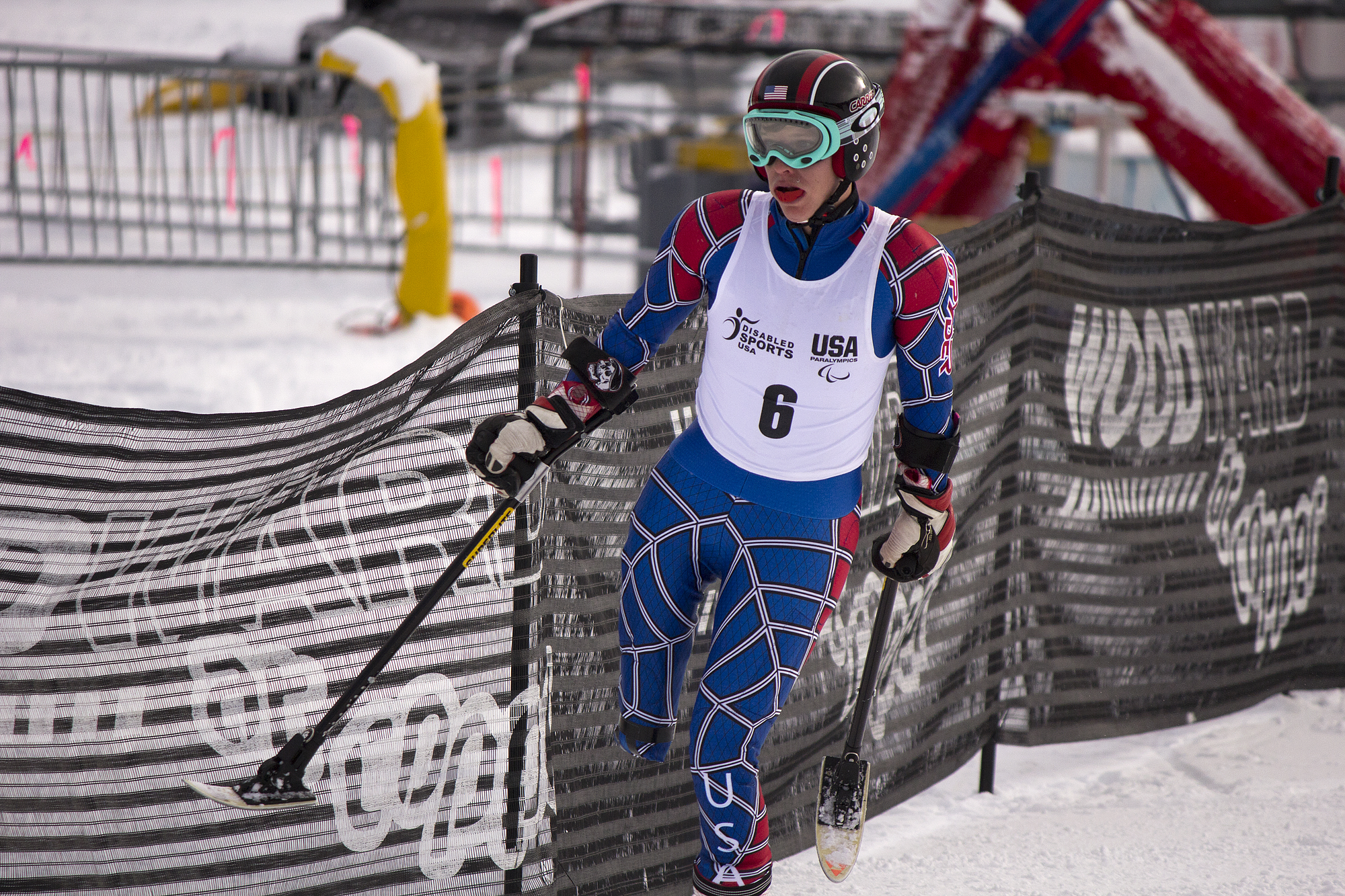
Jones gareggia nel Super G ai Campionati mondiali del 2012

## Carriera
Alle Paralimpiadi Invernali del 2006 ha vinto una medaglia d'oro per lo slalom nella categoria permanente. In precedenza aveva vinto medaglie d'argento nel superG e nello slalom gigante alle Paralimpiadi Invernali del 2002. Vive a Colorado Springs, nel Colorado. Le medaglie paralimpiche sono state vinte sia nello sci, che nel paraciclismo, come la medaglia d'argento alle Paralimpiadi estive 2008.

## Palmarès

### Paralimpiadi
- Paraciclismo 4 medaglie:
  - 1 oro (cronometro C1-3 a Londra 2012)
  - 1 argento (cronometro LC3-4/CP3 a Pechino 2008)
  - 2 bronzi (corsa su strada C1-3 e inseguimento individuale C1-3 a Londra 2012)
- Sci alpino paralimpico 4 medaglie:
  - 1 oro (slalom speciale in piedi a Torino 2006)
  - 2 argenti (supergigante LW2 e slalom gigante LW2 a Salt Lake City 2002)
  - 1 bronzo (discesa libera in piedi a Soči 2014)

### Campionati del mondo su strada UCI
- 4 medaglie:
  - 1 oro (corsa su strada C2 a Pietermaritzburg	2017)
  - 1 argento (cronometro C2 a Nottwil 2015)
  - 2 bronzi (corsa su strada C2 e cronometro C2 a Pietermaritzburg 2017)

### Campionati del mondo su pista UCI
- 2 medaglie:
  - 1 oro (inseguimento individuale a Montichiari 2011)
  - 1 bronzo (cronometro C2 a Montichiari 2011)

### Giochi parapanamericani
- 4 medaglie:
  - 1 oro (inseguimento individuale a Guadalajara 2011
  - 3 bronzi (corsa su strada C1-3 e Cronometro 500m C1-5 a Guadalajara 2011; cronometro 500m C1-5 a Toronto 2015)

### Mondiali di sci paralimpico
- 2 medaglie:
  - 2 argenti (supercombinata e slalom speciale in piedi a Pyeongchang 2009)